# Ridgefield (Nueva Jersey)
Ridgefield es un borough ubicado en el condado de Bergen en el estado estadounidense de Nueva Jersey. En el año 2010 tenía una población de 11.032 habitantes y una densidad poblacional de 1.490,81 personas por km².

## Geografía
Ridgefield se encuentra ubicado en las coordenadas 40°49′57″N 74°01′18″O / 40.83250, -74.02167.

## Demografía
Según la Oficina del Censo en 2000 los ingresos medios por hogar en la localidad eran de $54,081 y los ingresos medios por familia eran $66,330. Los hombres tenían unos ingresos medios de $47,975 frente a los $36,676 para las mujeres. La renta per cápita para la localidad era de $25,558. Alrededor del 6.6% de la población estaba por debajo del umbral de pobreza.